# جيمي بيج (لاعب كرة قدم)
جيمي بيج (بالإنجليزية: Jimmy Page)‏ (29 أكتوبر 1964 في المملكة المتحدة - ) هو لاعب كرة قدم بريطاني في مركز الوسط. لعب مع دندي يونايتد.

## وصلات خارجية
- جيمي بيج على موقع قاعدة بيانات كرة القدم.إي يو (الإنجليزية)